# Bundesautobahn 571
La Bundesautobahn 571, abbreviata anche in A 571, è una breve autostrada tedesca della lunghezza di 2 km che collega l'autostrada A 61 alla città di Ehlingen.

## Percorso
| A 571 |           |                   |     |                |
| Tipo  | n° uscita | Indicazione       | km  | Corrispondenze |
|       |           | Inizio Autostrada | 2,1 |                |
|       |           | Ehlingen          | 1,5 |                |
|       |           | Lohndorf          | 0,4 |                |
|       |           | Dreieck Sinzig    | 0,0 |                |